# Терористичен акт в Брайтън
Терористичният акт в Брайтън (на английски: Brighton hotel bombing) е извършен от Ирландската републиканска армия (ИРА) в „Гранд Хотел“, гр. Брайтън, Южна Англия, в ранната утрин на 12 октомври 1984 година.
Неговата цел е да бъде убита тогавашната министър-председателка на Великобритания Маргарет Тачър, която отсяда в хотела за участие в провежданата в града годишна конференция на Консервативната партия. В хотела, освен госпожа Тачър, по време на терористичния акт отсядат множество други политици и депутати от парламента.

## Атентат
Бомбата е взривена в 2:54 сутринта, когато Маргарет Тачър е в апартамента си, където заедно с личния си секретар завършват работата върху речта, която тя трябва да изнесе пред конференцията на консерваторите на следващия ден. Детонацията и ударната вълна силно разрушават банята, но не уврежда сериозно хола и спалнята. Тачър и нейният съпруг Денис не са наранени. Веднага след ужаса на бомбения атентат г-жа Тачър сменя дрехите си, а малко по-късно под охраната на полицаи от Брайтън са съпроводени до полицейската квартира в Съсекс, където прекарва остатъка от нощта.
Малко след напускането на хотела Маргарет Тачър дава импровизирано интервю на репортера Джон Коулза от телевизия ВВС, което започва около 4:00 часа сутринта. В това интервю тя казва, че конференцията ще продължи така, както е планирано. Веднага след конференцията г-жа Тачър отива да посети пострадалите от атентата, които са настанени в болницата Royal Sussex County.

## Жертви
Бомбата не успява да убие Маргарет Тачър, нито някой от министрите от правителството. Атентатът обаче отнема живота на 5 души, включително члена на Консервативната партия сър Антъни Бери и съпругата на ковчежника на парламента Джон Уейкхъм – Роберта. Тежко ранени са сър Доналд Маклейн и съпругата му Мюриел, в банята на чиято стая е поставено взривното устройство. Госпожа Маклейн не е убита при самата експлозия, но по-късно умира от раните си.
Другите жертви от взрива са Ерик Тейлър и Жан Стейток. Някои от пострадалите, включително Маргарет Тебит – съпруга на Норман Тебит, който тогава е председател на Управителния съвет на търговската палата, остават с трайни увреждания на здравето. 34 души са приети в болница с различни наранявания, но успяват да се възстановят от своите травми.

## ИРА
Веднага след атентата ИРА поема отговорността за атентата, като в изявлението от организацията заявяват, че ще се опитат отново.
В изявлението се чете: „Г-жа Тачър ще осъзнае, че Великобритания не може да завзема страната ни, да изтезава нашите затворници и да стреля срещу нашите хора, по нашите собствени улици. Днес нямахме късмет, но запомнете, на нас ни е необходим късмет само веднъж. Вие няма да имате късмет винаги. Дайте на Ирландия мир и няма да има повече война.“

## Реакции
Маргарет Тачър започва следващата сесия на конференцията в 9:30 ч. на следващата сутрин, както е планирано. Тя пропуска по-голямата част от планираните критики срещу опонентите от Лейбъристката партия в речта си, и твърди че атентата е „опит да отслаби демократично избраното правителство на Нейно Величество“.
Тачър казва в речта си пред конференцията: „... фактът, че сме се събрали тук шокирани, но сплотени и решителни, е знак не само, че тази атака не успя, но че всички опити да се унищожи демокрацията с тероризъм ще се провалят.“.

## Патрик Магий
През септември 1986 г. е безусловно установено, че Патрик Магий, тогава на 35-годишна възраст, е човекът, който е планирал атентата и е поставил бомбата, като я е настроил да се детонира с часовников маханизъм (снабден с таймер, направен от компоненти от VHS видео-рекордер), като я монтира в банята на стаята, в която пребивава (номер 629).
Магий получава 8 доживотни присъди: 7 за престъпления, свързани с атентата в Брайтън, и осма – за конспирация и атентат. Съдията препоръча той да пребивава в затвора с минимален срок от 35 години. По-късно вътрешният министър Майкъл Хауърд увеличава този минимум в „доживот“. Магий обаче е освободен от затвора през 1999 г. съгласно условията от Споразумението от Разпети петък, като е излежал само 14 години (включително времето преди да му бъде наложена присъдата) .
Говорителят на британското правителство заявява, че неговото освобождаване „е трудно за стомаха“, а тогавашния вътрешен министър Джак Стро издава временна заповед, с която спира предсрочното освобождаване на четирима затворници от ИРА, сред които е и Магий, въпреки че всички те са направили успешни обжалвания пред независимата Комисия за преразглеждане на присъдите и Комисията е определила дати за освобождаването им. Стро внася искане за съдебно преразглеждане на решението на Комисията във Върховния съд в Белфаст, но Съдът отхвърля решението му да отложи освобождаването. Магий е освободен на 22 юни 1999 г., а останалите трима затворници още в деня на произнасянето на Съда – 23 март 1999 г.